# 팔로워십
팔로워십(영어: followership) 또는 추종자 정신(追從者精神) 혹은 추종력(追從力)은 어떤 개인이 자신이 속한 조직, 팀, 무리에서 맡은 역할을 뜻한다. 다른 뜻으로 한 개인이 지도자를 능동적으로 따르는 능력을 말하기도 하며 보통 리더십에 대응하는 사회적 상호작용과정으로 볼 수 있다.
리더십을 보다 잘 이해하기 위해서 팔로워십을 연구하는 것은 필수적이다. 이는 어떤 무리, 조직, 팀의 성공과 실패는 리더가 부하를 잘 이끄느냐만이 아니라 부하가 리더를 얼마나 잘 따르느냐에도 달려 있다는 의미를 담고 있다. 부하(추종자)의 행동은 조직의 성공과 실패에 중요한 원인으로 작용하며 부하는 지도자에 대해 건전한 비판을 할 수 있어야 한다. 효율적으로 조직에 기여하는 부하의 특성은 '열정적', '지성적', '포부에 차 있음', '자립적' 등으로 표현할 수 있다. 조직이 유연하고 분화된 모양으로 바뀌어 가고 있는 시점에서 리더십보다 팔로워십이 보다 중요해지고 있다.

## 같이 보기
- 개인개발(en:Personal development, 자기관리)